# میکیتا کوتیلف
میکیتا کوتیلف (انگلیسی: Mykyta Koptielov؛ زادهٔ ۱۲ اکتبر ۱۹۹۹) ورزشکار ورزش شنا اهل اوکراین است.